# Zundert
Zundert ( pronunciació (?·pàg.)) és un municipi del Brabant del Nord, al sud dels Països Baixos. Està situat 15 km al sud-oest de la ciutat de Breda, i 35 km al nord-est d'Anvers, Flandes. Zundert està envoltat pels municipis d'Etten-Leur i Breda al nord, Hoogstraten (Flandes) a l'est, Wuustwezel (Flandes) al sud, Kalmthout (Flandes) al sud-oest, i Essen (Flandes) i Rucphen a l'oest. És la població on va néixer i criar-se Vincent van Gogh.

## Centres de població
- Zundert (7.520)
- Rijsbergen (6.210)
- Klein-Zundert (2.850)
- Wernhout (2.570)
- Achtmaal (1.680)

## Composició de l'ajuntament
| Partit                                    | Regidors |
| ----------------------------------------- | -------- |
| CDA                                       | 4        |
| Nieuw Zundert & Werknemersbelangen (NZ&W) | 4        |
| VVD                                       | 3        |
| 3D Partij                                 | 2        |
| Agrarisch Belang (AB)                     | 2        |
| Dorpsbelangen (DB)                        | 2        |
| PvdA                                      | 2        |

## Esdeveniments

### Desfilada Floral
Disposa de la desfilada floral més antiga (des de 1936) i elaborada d'Europa, celebrada cada primer diumenge de setembre. Depenent del temps, un mínim 50.000 persones assisteixen a l'acte.
Grans camions recorren la ciutat amb impressionants escultures de milers de dàlies al damunt. Cada un dels districtes de Zundert construeix la seva pròpia entrada. Per a més informació visiteu www.bloemencorsozundert.nl.

### Triatló
Anualment hi ha un triatló internacional a Zundert, actualment anomenat 'Triathlon De Bode', a causa del seu patrocinador més gran. L'edició de 2006 d'aquesta competició no es disputà degut a problemes amb la qualitat de l'aigua.

## Galeria

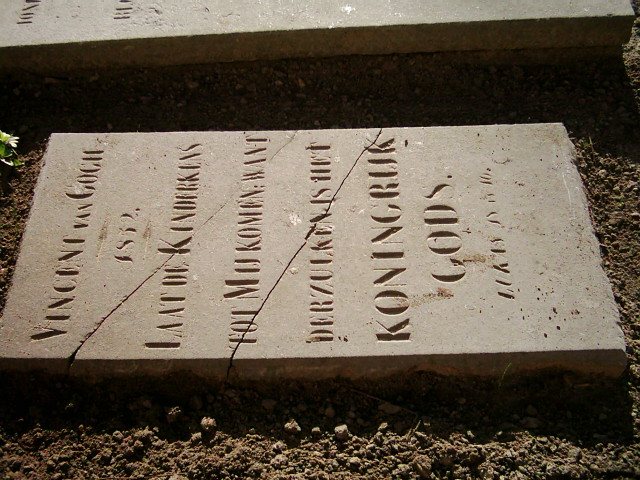
Nínxol de Vincent van Gogh
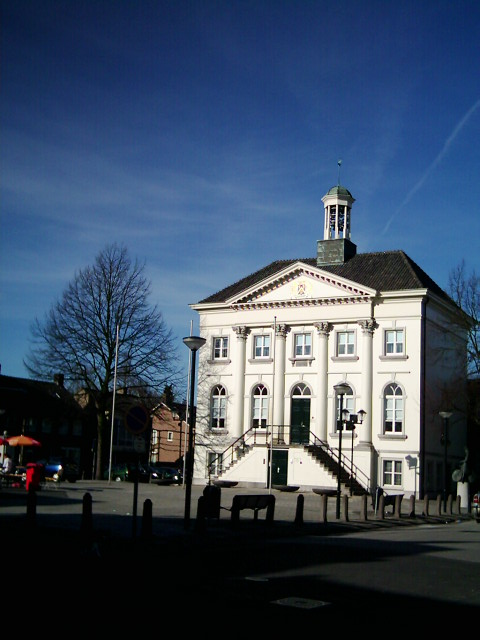
Ajuntament

## Personalitats

### Naixements
- Vincent van Gogh: (1853-1890) pintor neerlandès.